# فرانك ريان
فرانك ريان (14 نوفمبر 1888 - 5 يناير 1954) (بالإنجليزية: Frank Ryan)‏ هو لاعب كريكت بريطاني. شارك مع منتخب إنجلترا للكريكت.

## وصلات خارجية
- فرانك ريان على موقع إي آس بي آن كريك إنفو (الإنجليزية)